# Antenne Trier
Antenne Trier (bis 2021 CityRadio Trier) ist der lokale Hörfunksender für Trier & die Eifel-Mosel Region. Er startete am 13. November 2010 seinen Sendebetrieb. Bis dahin lief ein Übergangsprogramm. Die Frequenzen wurden zuvor vom insolvent gegangenen Radiosender Antenne West genutzt, der diese jedoch zurückgeben musste. Vom 3. Januar 2010 bis zum Sendestart von Cityradio Trier sendete 884 Trier auf der Frequenz von Antenne West.
Betreiber ist die Lokalradios RLP GmbH. Gesendet wird ein Musik- und Informationsprogramm mit dem Schwerpunkt Popmusik. Der Sender ist ein Teil der „Radio Group“. Das Programm wird im neuen Funkhaus an der Porta Nigra produziert.
Zum 1. September 2021 erhielt der Sender den neuen Namen Antenne Trier. Der Name wurde damit an die anderen Sender der Radio Group in Rheinland-Pfalz angeglichen. Die Umbenennung wurde möglich, da die Bezeichnung „Antenne“ in Trier nicht mehr geschützt war.

## Team und Sendeschienen
„Perfekt geweckt“ täglich von 6 Uhr bis 10 Uhr
„Der Mittag“ täglich von 10 bis 14 Uhr
„Der Feierabend“ täglich von 14 Uhr bis 19 Uhr
Redaktion: Dorothee Spira, Hannah Sophie Zewe, Vanessa Lynn, Fabian Schütz, William Lauth, Tina Hauswald, Nancy Lau
Karina Krimmel: Leitung der Redaktion

## Empfang
Die Frequenzen 88,4 MHz Trier-Petrisberg, 94,7 MHz Trierweiler und 87,8 MHz Bitburg sind aufgeschaltet.